# Dion Cassius
Pour les articles homonymes, voir Dion.
Ne doit pas être confondu avec Dion de Pruse.
Dion Cassius, de son nom complet en latin Lucius Claudius Cassius Dio, né vers 163 à Nicée (Bithynie) où il est mort vers 235, est un homme politique et historien romain d'expression grecque, proche des empereurs Septime Sévère et Sévère Alexandre au début du IIIe siècle.
Consul suffect en 205, consul éponyme en 229 avec l'empereur Sévère Alexandre, il occupe aussi plusieurs postes de gouverneur de province, notamment en Afrique en 222. En tant qu'historien, il est l'auteur d'une Histoire romaine qui a été largement conservée.

## Biographie

### Origines familiales et nom
Dion Cassius, issu d'une famille sénatoriale d'Asie mineure, statut grâce auquel il peut effectuer de nombreux voyages à Rome et en Italie, tout en préservant un mode de vie grec[réf. nécessaire].
Il est le fils de Marcus Cassius Apronianus, consul suffect en 183-184 sous le règne de l'empereur Commode, puis gouverneur de Lycie-Pamphylie, de Cilicie et d'Illyrie-Dalmatie.
Selon des sources byzantines médiévales, il serait par sa mère le petit-fils du rhéteur Dion Chrysostome (vers 40-vers 120), mais cette tradition n'est pas acceptée par tous les auteurs[pas clair]. Si elle est exacte, cela expliquerait son cognomen Dio, ainsi qu'un second cognomen, assez mal attesté, de Cocceianus[réf. nécessaire].
Son nom complet peut être reconstitué grâce à plusieurs inscriptions :
- une inscription trouvée en Macédoine[4],[5] indique qu'il porte le gentilice Claudius ;
- un diplôme militaire montre qu'il porte le prénom Lucius[6].

Son nom complet est donc Lucius Claudius Cassius Dio

### Formation
Il suit probablement les leçons de sophistes de Nicée, qui lui enseignent la rhétorique et la philosophie, puis poursuit ses études à Pergame, puis à Rome où il étudie le droit romain, ce qui lui permet de devenir avocat.
Bien que Grec et provincial, Dion s'attache alors à Rome et à l'Italie, jusqu'à les considérer comme une seconde patrie.

### Carrière de 188 à 206
Sa situation familiale le prédestine à suivre le cursus honorum, qui permet d'accéder au rang sénatorial. Il est questeur en 188, à Rome ou en Orient selon les sources, puis préteur sous Septime Sévère (194 ou 195).
Il acquiert l'estime de celui-ci en lui envoyant son premier écrit, Sur les rêves et présages, ouvrage qui montre que l'avènement de l'empereur, qui inaugure une nouvelle dynastie après la mort de l'Antonin Commode, a été annoncé par des présages. Cela ne manque pas de plaire à Septime Sévère, d'autant que Dion Cassius lui dédie ensuite le récit des Guerres civiles (197) qui lui ont permis d'accéder au pouvoir.
Après quelques années passées hors de Rome, certainement dans une fonction de gouverneur provincial, il occupe les fonctions de consul suffect dans la capitale en 205-206.
Dion Cassius est un haut fonctionnaire brillant, discret mais efficace[réf. nécessaire], qui sait conserver sa place dans une époque marquée par des crises. Toujours proche des empereurs (amicus principis, « ami du prince »), c'est un habitué des salons de Julia Domna, épouse de Septime Sévère qui reçoit sophistes et hommes de lettres.

### Carrière de 222 à 230
En 222, date de l'avènement de Sévère Alexandre, après seize ans d'absence, il reprend du service en tant que proconsul d'Afrique, puis est envoyé en Dalmatie (223-225) et en Pannonie supérieure (225-229) afin de venir à bout de rébellions militaires.
En 229, il est nommé consul éponyme aux côtés de l'empereur lui-même, honneur suprême du cursus honorum.

### Dernières années
Quelque peu haï pour sa sévérité[réf. nécessaire], Dion Cassius se retire à Nicée pour se consacrer entièrement à son Histoire romaine.
Il meurt vers 234-235.

## Œuvres

### Histoire romaine
Dion Cassius est surtout connu pour son Histoire romaine, ouvrage de 80 livres qui retracent les 973 ans de la vie de Rome, de sa fondation à Alexandre Sévère en 229. Ne sont conservés intégralement que les livres 37 à 60, soit de 68 av. J.-C. à la mort de Claude soit 54 ap. J.-C..
Dion Cassius fut intégralement utilisé jusqu'au XIe et XIIe siècles dans l'empire byzantin, notamment par Georges Cédrène, probablement Jean Tzétzès et Eustathe. Les pillages et désastres (sac de Constantinople) firent disparaître ensuite les deux tiers de l'œuvre. Il reste quelques manuscrits comprenant des compilations et divers extraits d'historiens romains, notamment l'Excerpta de Constantin VII pour trouver des fragments. Cependant la collection de Maxime Planude ne cite qu'une fois Dion. Un grand palimpseste fut longtemps attribué à Dion mais fut probablement écrit par Pierre le Patrice. Il subsiste deux épitomé : les byzantins Xiphilin et Zonaras. Le premier abrège les livres XXXVI à LXXX (lacune durant les règnes d'Antonin le Pieux et Marc-Aurèle), son travail est considéré comme médiocre et divise les chapitres selon les règnes d'empereurs. Le second utilise de nombreuses sources mais abrège les vingt premiers livres ainsi que les livres XLIV à LXVII, il semble que les livres XXII à XXXV étaient déjà perdus de son vivant,.
Il lui fallut préalablement une dizaine d'années de documentation afin de rassembler toutes les informations nécessaires à l'écriture mais on ne sait pas dater précisément la période de rédaction.
Il commence peut-être vers 207 après avoir reçu les félicitations de l'empereur pour ses précédents ouvrages et surtout à la suite d'un songe dans lequel une divinité l'aurait encouragé à écrire une histoire des origines de Rome jusqu'à lui.
Prenant modèle sur Thucydide, Dion Cassius va pourtant s'en détacher en partie. Deux temps structurent l'œuvre, les cinquante premiers livres sont dédiés aux 723 premières années de Rome, de sa fondation à la bataille d'Actium en 31 av. J.-C. et les trente derniers aux 250 années impériales.
Une nette différence se fait sentir entre les deux. La période impériale est bien plus privilégiée que l'autre. Dion Cassius défend la position des sénateurs au sein d'une monarchie qui ne leur laisse finalement que peu de place. Le dialogue fictif entre Mécène et Agrippa au livre 52 permet à Dion Cassius de faire le point sur les différents régimes mais l’œuvre entière témoigne d'un souci constant de préciser la nature du régime politique de Rome, le fonctionnement de ses institutions et ses évolutions.
Grâce à son expérience politique, Dion Cassius est un témoin important de son époque et un précieux commentateur des aspects politiques de l'Histoire et il ne faut pas dédaigner son témoignage sur des périodes plus anciennes et notamment sur les institutions républicaines. Sa version des faits peut parfois mettre au jour une tradition disparue chez les autres historiens. L'œuvre de Dion Cassius est une des sources majeures pour la connaissance de la période impériale et notamment celle de l'époque de l'auteur puisque les détails fourmillent.
En ce qui concerne la guerre des Gaules, les sources de Dion sont contemporaines des faits et s'appuient sur les récits de témoins oculaires. Le récit de la bataille de Sabis (livre 39, 2) montre que les sources de Dion Cassius sont des notices remontant à des officiers de la VIIIe ou de la XIe légion.
Sur le plan esthétique, l'Histoire de Dion Cassius emprunte certains traits à Thucydide (emploi d'un style attique et récurrence d'une structure binaire). Son modèle par son goût du merveilleux et par la place qu'il ménage aux prodiges et aux présages et, par ailleurs, son écriture, qui repose beaucoup sur la pratique de la rhétorique et sur les schémas enseignés, ont nui à sa réputation historiographique. La valeur historique de son œuvre et l'intérêt de ses choix de composition sont au centre des recherches actuelles, ce qui contribue fortement à la réhabilitation de cet historien.
Toutes ces œuvres sont donc un véritable trésor de la période romaine, même s'il faut toutefois prendre du recul par rapport à ses propos qui ne sont pas toujours objectifs du fait de son rôle et de ses origines. Les récits des historiens romains postérieurs au règne de Néron, tels Dion Cassius, Tacite et Suétone, soulèvent une multitude d'interrogations sur la fiabilité de ces témoignages de « seconde main ». Plus globalement, l'étude des mode de transmission de son œuvre au cours des siècles reste indispensable pour bien en mesurer la portée.

### Autres œuvres
Parmi les ouvrages attribués à Dion Cassius, trois ne sont probablement pas de lui :
1. Une histoire du règne de Trajan, citée par la Souda : Reimar la regarde comme un écrit de Dion Chrysostome, aïeul maternel de notre historien (?), contemporain et ami de cet empereur.
2. Un livre intitulé Persica, mentionné par la Souda, mais qui paraît être l'ouvrage de Dinon, souvent cité comme historien de la Perse.
3. Un autre, ayant pour titre Getica : il en est question dans Jornandès, Suidas et Fréculphe. Philostrate l'attribue à Dion Chrysostome.

Les cinq suivants lui appartiennent :
1. Une biographie du philosophe Arrien citée par la Souda, qui ne nous est pas parvenue.
2. Un récit de ses voyages, Enodia, dont le même lexicographe fait mention, mais également perdu.
3. Un écrit sur les prodiges et sur les songes qui annoncèrent l'avènement de Septime Sévère à l'empire : il est perdu.
4. L'histoire de Commode : elle fut insérée plus tard dans l'histoire générale de Rome. Nous n'avons que l'abrégé de Xiphilin.

Jacopo Morelli a retrouvé quelques fragments des livres LV et LVI (Bassano, 1798).

## Éditions de son œuvre

### Anciennes
- En 1490, Georges Merula traduit les pages qui concernent les règnes de Nerva, de Trajan et d'Hadrien (Scriptores Historiae Augustae Latini).
- En 1542, Claude Deroziers traduit la traduction italienne donnée par Nicolas Léonicène : Dion historien grec des faicts et gestes insignes des Romains..., premièrement traduit de grec en italien, par Messire Nicolas Leonicene,... et depuis, de italien en vulgaire francois, Paris, pour Arnoul et Charles les Angelier.

Les meilleures éditions de Dion Cassius, pour le Dictionnaire Bouillet, sont celles de :
- Robert Estienne, Paris, 1548, in-folio (editio princeps) ; traduit en latin par Guilielmus Xylander, Bâle, 1558.
- Hermann Samuel Reimarus, grec-latin, Hambourg, 1750-1752, 2 volumes in-folio ;
- Friedrich Wilhelm Sturz, Leipzig, 1825-1843, 9 volumes in-8 (avec de nouveaux fragments) ;
- Immanuel Bekker, Leipzig, 1849, 2 volumes in-8.

### Récentes (depuis 1845)
Étienne Gros propose en 1845 le texte de l'Histoire romaine avec une traduction en français, mais cette édition fut interrompue par sa mort (1856). Elle est continuée par V. Boissée de 1863 à 1866.
La base des travaux sur Dion reste l'édition critique complète qu'en a donné U.P. Boissevain, Cassii Dionis Cocceiani HIstoriarum romanarum quae supersunt, 1895-1901, Berlin. C'est en grande partie à partir de ce texte qu'a été réalisée l'édition et la traduction anglaise par E. Cary dans la collection Loeb.

### Édition française en cours (CUF)
Plusieurs chercheurs sont associés depuis 1990 en vue d'une nouvelle édition, fondée sur de nouvelles collations des manuscrits et accompagnée d'une traduction moderne et de notes historiques, du texte intégral de l'Histoire romaine, y compris des livres fragmentaires.
Ce travail est toujours en cours aux Belles Lettres (Collection des Universités de France), mais sont déjà parus les volumes suivants :
- Livres 36-37, texte édité, traduit et commenté par M. Coudry et G. Lachenaud, 2014.
- Livres 38, 39, 40, texte édité, traduit et commenté par M. Coudry et G. Lachenaud, 2011.
- Livres 41-42, texte édité, traduit et commenté par M-L Freyburger, F. Hinard et P. Cordier, 2002.
- Livres 45-46, texte édité, traduit et commenté par V. Fromentin et E. Bertrand, 2008.
- Livre 47, texte édité, traduit et commenté par V. Fromentin et E. Bertrand, 2014.
- Livres 48-49, texte édité, traduit et commenté par M-L Freyburger et J-M Roddaz, 1994.
- Livres 50-51, texte édité, traduit et commenté par M-L Freyburger et J-M Roddaz, 1991.

### Textes de Dion Cassius en ligne
- lire en ligne sur Gallica Cassii Dionysii Uticensis vitae Nervae et Traiani imperatorum
- lire en ligne sur Gallica Histoire romaine de Dion Cassius. Tome premier, contenant les fragments jusqu'à l'an de Rome 545 / trad. en français, avec des notes critiques, historiques, etc. et le texte en regard, collationné sur les meilleures éd. et sur les ms. de Rome,... par E. Gros,...
  - Tome deuxième ...
  - Tome troisième ...
  - Tome quatrième ...
- Histoire romaine, jusqu'à Auguste.
- Histoire romaine, les empereurs.